# Dasyneuriola tamariciphila
Dasyneuriola tamariciphila är en tvåvingeart som beskrevs av Marikovskij 1961. Dasyneuriola tamariciphila ingår i släktet Dasyneuriola och familjen gallmyggor.
Artens utbredningsområde är Kazakstan. Inga underarter finns listade i Catalogue of Life.